# Анцу
Цу или Анцу (в персийски и шумерски произлиза от думата „ан“, която означава „небе“ и „цу“ – „далеч“) в акадската митология е син на богинята на птиците Сирис. Цу и Сирис са представяни като огромни птици, които могат да дишат през огън и вода, въпреки че Цу се представя също и като грифон.
Анцу бил слуга на бога на небето Енлил, (вероятно символ на някогашния Ану), от когото Анцу откраднал Дъската на съдбата, търсейки причината за всички неща. В една от версиите на легендата, боговете изпратили Лугалбанда да намери отново дъската, която на свой ред убила Анцу. Според друга, Ея и Белет-Или заченали Нинутра и му поставили за цел да върне дъската. В трета, открита в Химнът на Ашурбанипал, се казва, че Мардук трябва да убие Анцу.